# ルクセンブルクのシギスムントの肖像
『ルクセンブルクのジギスムントの肖像』（ルクセンブルクのシギスムントの肖像、伊: Ritratto di Sigismondo di Lussemburgo）は、イタリアの後期ゴシック期の巨匠ピサネッロに帰属される板上のテンペラ画であり、おそらく1432年から1433年の間に制作された。オーストリアのウィーンある美術史美術館に展示されている。

## 概要
肖像画は、おそらく、ジギスムント王がジャン・フランチェスコ・ゴンザーガに侯爵の称号を授けるためにマントヴァに旅行したときに制作された。1431年10月、王は、ミラノのフィリッポ・マリア・ヴィスコンティの宮廷に滞在するためにイタリアに旅行し、ロンバルディアの鉄王冠を受け取った。王は後にルッカとシエナにも滞在し、1433年5月31日にローマ教皇エウゲニウス4世によって神聖ローマ皇帝として戴冠してもらうためにローマにまで足を延ばした。

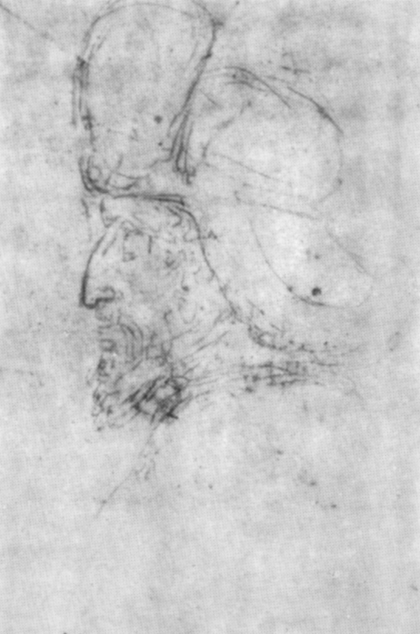
ピサネッロの素描、ルーヴル美術館、グラフィック・アート部門、INV 2479

肖像画は公式の地位を取得し、数回複製された。 1451年には、ピエロ・デッラ・フランチェスカは本作に触発されて、マラテスティアーノ寺院にある自身のフレスコ画、『聖シギスムントの前で祈るシジスモンド・パンドルフォア・マラテスタ』の中で、ブルゴーニュのジギスムントの容貌を描いた。ピエロは、この人物の肖像のために毛皮の詰め物のない、同じ帽子を描いたのである。本作は神聖ローマ帝国のコレクションの一部であり、インスブルック近郊のアンブラス城にあったフェルディナント2世（オーストリア大公）の邸宅に所蔵された後、美術史美術館に収蔵された。
作品のピサネッロへの帰属は、パリのルーヴル美術館に展示されている、ピサネッロ作の同じ帽子を被った皇帝の素描に裏付けられているが、帰属については疑義が呈されている。以前は、ザルツブルクの画家、コンラート・ライプ、またはボヘミアの画家に帰属されていた。